# Almeerse stadsroutes

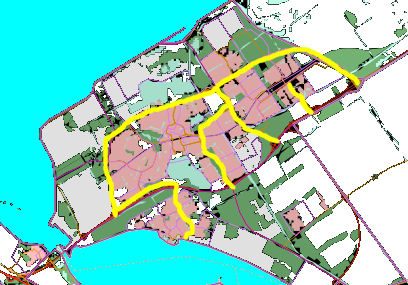
De zes voormalige stadsroutes van Almere in geel.

De Almeerse stadsroutes waren een zestal hoofdwegen die de stad Almere met de rijksweg A6 verbonden. In tegenstelling tot Amsterdam en Den Haag was de Centrumring niet als s100 genummerd en sloten de stadsroutes niet direct aan op de centrumring. De stadsroutes s101 en s106 vormden ook de noordelijke helft van de Ring Almere.
In september 2015 is om onbekende reden gekozen om de stadsroutes niet meer te gebruiken. In de jaren na 2015 is de bewegwijzering hierop aangepast worden en verdwijnen de stadsroutes uit beeld.

## Trajecten
- s101 = Hogering
- s102 = Paralleldreef - Noorderdreef - Oosterdreef
- s103 = Veluwedreef - Vrijheidsdreef
- s104 = Tussenring
- s105 = Spectrumdreef
- s106 = Buitenring

  ·   ·   ·   ·   · 